# Janusz Brochwicz-Lewiński

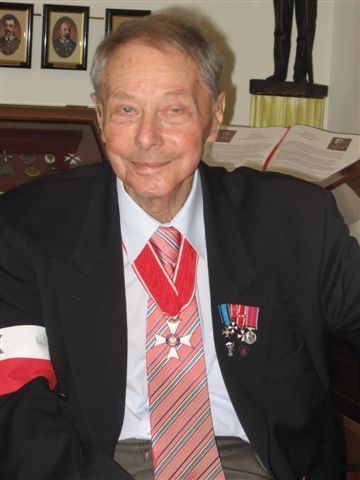
Janusz Brochwicz-Lewiński (2007)

Janusz Brochwicz-Lewiński (Deckname: Gryf) (* 17. September 1920 in Wołkowysk; † 5. Januar 2017 in Warschau) war ein polnischer Widerstandskämpfer im Zweiten Weltkrieg.

## Leben
Brochwicz-Lewiński war Sohn des Hochschullehrers Stanisław und dessen Ehefrau Jadwiga. Nach dem Abschluss eines Allgemeinbildenden Lyzeums diente er in der polnischen Armee und nahm am Septemberkrieg teil. Er wurde von den Sowjets gefangen genommen, aus der Gefangenschaft konnte er aber fliehen.
Er trat der Heimatarmee bei und wirkte in den nächsten Jahren aktiv gegen die deutsche Besatzung Polens. Besonders zeichnete er sich im Warschauer Aufstand aus, in dem er die Verteidigung des sog. Michlers Palastes leitete. Am 8. August 1944 wurde er am Kiefer verletzt und konnte an weiteren Kämpfen nicht mehr teilnehmen.
Nach der Niederlage des Aufstands befand er sich in deutscher Gefangenschaft. Nach dem Krieg ging er ins Exil nach Großbritannien, wo er der britischen Armee beitrat. Er war u. a. Offizier  der Secret Intelligence Service in Palästina. Seit 1985 war er im Ruhestand, 2002 kam er nach Polen zurück. Er starb am 5. Januar 2017 und wurde auf dem Powązki-Friedhof beigesetzt. Postum wurde er per Erlass des Präsidenten Andrzej Duda zum Divisionsgeneral befördert.

## Auszeichnungen (Auswahl)
- Virtuti Militari
- Tapferkeitsorden
- Orden Polonia Restituta
- British-Empire-Medaille